# Diocesi di Mela
La diocesi di Mela (in latino Dioecesis Melensis) è una sede soppressa del patriarcato di Costantinopoli e una sede titolare della Chiesa cattolica.

## Storia
Mela, nei pressi di Günvkören nell'odierna Turchia, è un'antica sede vescovile della provincia romana di Bitinia nella diocesi civile del Ponto. Faceva parte del patriarcato di Costantinopoli ed era suffraganea dell'arcidiocesi di Nicea.
Mela è conosciuta in antichità anche con il nome di Nuova Giustinianopoli e nelle Notitiae Episcopatuum si trova l'accoppiamento Mela sive Modrina, in riferimento a Modra.
Dei vescovi noti di questa sede, Macedonio nel 553 si firma come episcopus Justinianae novae; Teodoro nel 680 come episcopus Justinianopolis sive Melae e nel 691/92 come vescovo di Nuova Giustiniana; Niceta, Costantino e Paolo come episcopi Melae.
Dal 1933 Mela è annoverata tra le sedi vescovili titolari della Chiesa cattolica; la sede è vacante dal 28 settembre 1975.

## Cronotassi

### Vescovi greci
- Macedonio † (menzionato nel 553)
- Teodoro † (prima del 680 - dopo il 692)
- Niceta (o Nectario) † (menzionato nel 787)
- Costantino † (menzionato nell'869)
- Paolo † (menzionato nell'879)
- Teodoro † (XI secolo)[2]

### Vescovi titolari
- George Leo Leech † (6 luglio 1935 - 19 dicembre 1935 nominato vescovo di Harrisburg)
- Francis Joseph Monaghan † (17 aprile 1936 - 20 marzo 1939 succeduto vescovo di Ogdensburg)
- Richard James Cushing † (10 giugno 1939 - 25 settembre 1944 nominato arcivescovo di Boston)
- Stanislaus Vincent Bona † (2 dicembre 1944 - 3 marzo 1945 succeduto vescovo di Green Bay)
- Lucjan Bernacki † (4 settembre 1946 - 28 settembre 1975 deceduto)